# Kolomna
Kolomna (oroszul: Коломна) 144 ezer lakosú város Oroszországban, a Moszkvai területen, Moszkvától 117 kilométerre délkeletre, az Oka és a Moszkva folyó összefolyásánál.

## Történelme
Írásos forrásokban 1177-ben említik először, nevét a Kolomenka folyóról kapta. évszázadokon át fontos szerepet töltött be Moszkva védelmében. 1237-ben az oroszok itt állították meg a tatár Aranyhordát, Kolomna határában esett el Dzsingisz kán egyik fia. A 14. században a Rjazanyi fejedelemségnek volt a székhelye, ekkor erőddel erősítették meg. Iparának alapját a 19. században vetették meg.
Híres szülötte Ivan Ivanovics Lazsecsnyikov orosz regényíró.